# Mytilinidion australe
Mytilinidion australe är en svampart som beskrevs av M.L. Lohman 1932. Mytilinidion australe ingår i släktet Mytilinidion och familjen Mytilinidiaceae.   Inga underarter finns listade i Catalogue of Life.